# 鄭博元
鄭博元（英語：Paul Cheng，1980年5月31日－）是台灣電視劇及電影製作人。
2000年投入台灣影視娛樂產業，電視劇及電影製作人、監製、經紀人與總策畫。致力於影視項目製作與產業策略發展。

## 職業生涯
現為「潑猴文化創意股份有限公司」負責人，並兼任「浙江東陽元潮影業有限公司」總經理。
2000年以藝人經紀職務進入昇華娛樂。2017年初，加入「雷斯利傳媒」任職總經理，在職期間推動台灣IP發展孵化，與合作出版社簽約結盟，代理超過300部小說IP，多部入選文化部年度推薦改編影劇書單中。
2021年底，兼任「風度影業」總經理，整合前中後全產製作鏈，深入發展國際協拍，並積極投入虛擬製作軟硬體建設。同步策畫「風度之夜」品牌電影主題活動，深入校園推動年輕學子電影識讀教育；並創立「新風獎」國際作品影展競賽。

## 個人事蹟
2017年與秀威資訊簽訂跨產業之「IP影視化合作備忘錄」。
2017年與浙江東陽元潮影業簽訂合作並兼任總經理職務。
2017年委製三立電視台週播偶像劇《噗通噗通我愛你》。
2018年委製三立電視台日播偶像劇《必勝大丈夫》，本劇穫2019年神狂台劇TOP7。
2019年委製大愛電視台真人真事改編電視劇《人生二十甲》，本劇獲首爾國際電視節雙項入圍〈長篇連續劇〉〈最佳女主角-柯淑勤〉。
2019年委製公共電視PTS Originals《編劇頭很痛》，本片獲高雄電影節最佳劇情片、金穗獎最佳劇情片、2020年澳門當代電影參展片、2020年雪梨影展參展片、2020年東京未來電影日參展片。
2020年與TVBS簽訂授權聯合開發製作《完全省錢生存守則》。
2020年與好萊塢國際公司簽訂合作投資《親愛的壞蛋》。
2021年與TVBS、百聿數碼合作自製影集《親愛壞蛋》。
2022年與鄺盛導演於世新智能棚虛擬拍攝虛擬製作短片《夜無盡夜》。
2022年與何蔚庭導演於好萊塢NantStudios拍攝虛擬製作短片《記憶有限公司》。
2022年與CATCHPLAY、文達文創合資合製院線電影《我最愛的笨男人》。
2022年率領風度影業團隊，參與第17屆釜山市場展，宣告風度將放眼國際市場。
2023年率領風度影業前往韓國，與釜山影展簽約合作，增設「國際新風獎」，鼓勵台韓影視合作交流。
2023年宣布與韓國知名編劇吳相昊、韓國金獎製作人金亨駿共同合作開發電影《天堂計畫》。
2024年協辦亞洲說國際原創故事徵集大賽，徵得近500件作品

## 作品列表
| 劇名                            | 年份 | 類型     | 主演                                                           | 播放平台                                                 | 擔任職稱 |
| ------------------------------- | ---- | -------- | -------------------------------------------------------------- | -------------------------------------------------------- | -------- |
| 朋友圈兒                        | 2015 | 電視劇   | 賀軍翔、安七炫、李念                                           |                                                          | 總策劃   |
| 擁抱幸福 （又名：恰似你的陽光） | 2016 | 電視劇   | 黃少祺、海陸、宗峰岩、唐瑞宏                                   | 愛奇藝、騰訊視頻、PP視頻、優酷                           | 總策劃   |
| 台囧行                          | 2016 | 網路電影 | 嚴子賢、王紫霏、張楓                                           |                                                          | 總策劃   |
| 女神來了                        | 2016 | 網路電影 | 沈世朋、劉長敏、張璇                                           |                                                          | 製作人   |
| 噗通噗通我愛你                  | 2017 | 電視劇   | 陳奕、魏蔓、簡宏霖、陶嫚曼、沈建宏、陳乃榮                     | 三立電視台 週日偶像劇                                    | 製作人   |
| 必勝大丈夫                      | 2018 | 電視劇   | 蔡振南、楊麗音、周曉涵、周孝安、林昀希、邱昊奇、許騰介、陳天仁 | 三立電視台 八點華劇                                      | 製作人   |
| 人生二十甲                      | 2019 | 電視劇   | 檢場、柯淑勤                                                   | 大愛劇場                                                 | 製作人   |
| 編劇頭很痛                      | 2019 | 短片     | 林鶴軒、李英宏、江沂宸、丁國琳                                 | 公視新創電影-PTS Originals-短片 第42屆金穗獎最佳劇情片獎 | 製作人   |
| 記憶有限公司                    | 2022 | 虛擬短片 |                                                                | 與美國NantStudios合拍                                    | 製作人   |
| 夜無盡夜                        | 2022 | 虛擬短片 | 連晨翔、舒子晨                                                 |                                                          | 製作人   |
| 親愛壞蛋                        | 2022 | 影集     | 隋棠、溫昇豪、修杰楷                                           | TVBS                                                     | 製作人   |
| 我最愛的笨男人                  | 2023 | 電影     | 范逸臣、劉奕兒、姚淳耀、郭泓志                                 |                                                          | 製作人   |
| 鬼牽手                          | 2025 | 電影     |                                                                |                                                          | 監製     |